# 波斯尼亞和黑塞哥維那國家足球隊
波斯尼亞和黑塞哥維那國家足球隊（波士尼亞語／克羅埃西亞語／塞爾維亞語：），乃波斯尼亞和黑塞哥維那的官方足球隊，由波斯尼亞和黑塞哥維那足球協會管理。由於其國家乃前南斯拉夫一部份，當波斯尼亞和黑塞哥維那於1995年從南斯拉夫分裂出來後，才演變成現在的「波斯尼亞和黑塞哥維那國家足球隊」。
近年來從波黑出產了不少好手如萨利哈米季奇、斯帕希奇、哲科、米西莫维奇、伊比舍维奇。經過接連於2010年世界盃外圍賽及2012年歐洲國家盃外圍賽敗給葡萄牙後，憑著全队的出色發揮，波黑獲得2014年世界杯的出線資格，這是該國首次參與世界杯決賽周。2016年歐洲國家盃外圍賽，波赫排在小組第三，晉級附加賽，但兩回合總比數1-3不敵愛爾蘭，而無緣晉級會內賽。

## 賽事成績

### 世界杯紀錄
| 世界盃參賽紀錄 | 世界盃參賽紀錄       | 世界盃參賽紀錄       | 世界盃參賽紀錄       | 世界盃參賽紀錄       | 世界盃參賽紀錄       | 世界盃參賽紀錄       | 世界盃參賽紀錄       | 世界盃參賽紀錄       |
| 年份           | 最終成績             | 總排名               | 場數                 | 勝                   | 和*                  | 負                   | 入球                 | 失球                 |
| -------------- | -------------------- | -------------------- | -------------------- | -------------------- | -------------------- | -------------------- | -------------------- | -------------------- |
| 1930年         | 隸屬南斯拉夫的一部分 | 隸屬南斯拉夫的一部分 | 隸屬南斯拉夫的一部分 | 隸屬南斯拉夫的一部分 | 隸屬南斯拉夫的一部分 | 隸屬南斯拉夫的一部分 | 隸屬南斯拉夫的一部分 | 隸屬南斯拉夫的一部分 |
| 1934年         | 隸屬南斯拉夫的一部分 | 隸屬南斯拉夫的一部分 | 隸屬南斯拉夫的一部分 | 隸屬南斯拉夫的一部分 | 隸屬南斯拉夫的一部分 | 隸屬南斯拉夫的一部分 | 隸屬南斯拉夫的一部分 | 隸屬南斯拉夫的一部分 |
| 1938年         | 隸屬南斯拉夫的一部分 | 隸屬南斯拉夫的一部分 | 隸屬南斯拉夫的一部分 | 隸屬南斯拉夫的一部分 | 隸屬南斯拉夫的一部分 | 隸屬南斯拉夫的一部分 | 隸屬南斯拉夫的一部分 | 隸屬南斯拉夫的一部分 |
| 1950年         | 隸屬南斯拉夫的一部分 | 隸屬南斯拉夫的一部分 | 隸屬南斯拉夫的一部分 | 隸屬南斯拉夫的一部分 | 隸屬南斯拉夫的一部分 | 隸屬南斯拉夫的一部分 | 隸屬南斯拉夫的一部分 | 隸屬南斯拉夫的一部分 |
| 1954年         | 隸屬南斯拉夫的一部分 | 隸屬南斯拉夫的一部分 | 隸屬南斯拉夫的一部分 | 隸屬南斯拉夫的一部分 | 隸屬南斯拉夫的一部分 | 隸屬南斯拉夫的一部分 | 隸屬南斯拉夫的一部分 | 隸屬南斯拉夫的一部分 |
| 1958年         | 隸屬南斯拉夫的一部分 | 隸屬南斯拉夫的一部分 | 隸屬南斯拉夫的一部分 | 隸屬南斯拉夫的一部分 | 隸屬南斯拉夫的一部分 | 隸屬南斯拉夫的一部分 | 隸屬南斯拉夫的一部分 | 隸屬南斯拉夫的一部分 |
| 1962年         | 隸屬南斯拉夫的一部分 | 隸屬南斯拉夫的一部分 | 隸屬南斯拉夫的一部分 | 隸屬南斯拉夫的一部分 | 隸屬南斯拉夫的一部分 | 隸屬南斯拉夫的一部分 | 隸屬南斯拉夫的一部分 | 隸屬南斯拉夫的一部分 |
| 1966年         | 隸屬南斯拉夫的一部分 | 隸屬南斯拉夫的一部分 | 隸屬南斯拉夫的一部分 | 隸屬南斯拉夫的一部分 | 隸屬南斯拉夫的一部分 | 隸屬南斯拉夫的一部分 | 隸屬南斯拉夫的一部分 | 隸屬南斯拉夫的一部分 |
| 1970年         | 隸屬南斯拉夫的一部分 | 隸屬南斯拉夫的一部分 | 隸屬南斯拉夫的一部分 | 隸屬南斯拉夫的一部分 | 隸屬南斯拉夫的一部分 | 隸屬南斯拉夫的一部分 | 隸屬南斯拉夫的一部分 | 隸屬南斯拉夫的一部分 |
| 1974年         | 隸屬南斯拉夫的一部分 | 隸屬南斯拉夫的一部分 | 隸屬南斯拉夫的一部分 | 隸屬南斯拉夫的一部分 | 隸屬南斯拉夫的一部分 | 隸屬南斯拉夫的一部分 | 隸屬南斯拉夫的一部分 | 隸屬南斯拉夫的一部分 |
| 1978年         | 隸屬南斯拉夫的一部分 | 隸屬南斯拉夫的一部分 | 隸屬南斯拉夫的一部分 | 隸屬南斯拉夫的一部分 | 隸屬南斯拉夫的一部分 | 隸屬南斯拉夫的一部分 | 隸屬南斯拉夫的一部分 | 隸屬南斯拉夫的一部分 |
| 1982年         | 隸屬南斯拉夫的一部分 | 隸屬南斯拉夫的一部分 | 隸屬南斯拉夫的一部分 | 隸屬南斯拉夫的一部分 | 隸屬南斯拉夫的一部分 | 隸屬南斯拉夫的一部分 | 隸屬南斯拉夫的一部分 | 隸屬南斯拉夫的一部分 |
| 1986年         | 隸屬南斯拉夫的一部分 | 隸屬南斯拉夫的一部分 | 隸屬南斯拉夫的一部分 | 隸屬南斯拉夫的一部分 | 隸屬南斯拉夫的一部分 | 隸屬南斯拉夫的一部分 | 隸屬南斯拉夫的一部分 | 隸屬南斯拉夫的一部分 |
| 1990年         | 隸屬南斯拉夫的一部分 | 隸屬南斯拉夫的一部分 | 隸屬南斯拉夫的一部分 | 隸屬南斯拉夫的一部分 | 隸屬南斯拉夫的一部分 | 隸屬南斯拉夫的一部分 | 隸屬南斯拉夫的一部分 | 隸屬南斯拉夫的一部分 |
| 1994年         | 尚未成為國際足協會員 | 尚未成為國際足協會員 | 尚未成為國際足協會員 | 尚未成為國際足協會員 | 尚未成為國際足協會員 | 尚未成為國際足協會員 | 尚未成為國際足協會員 | 尚未成為國際足協會員 |
| 1998年         | 未能晉級             | 未能晉級             | 未能晉級             | 未能晉級             | 未能晉級             | 未能晉級             | 未能晉級             | 未能晉級             |
| 2002年         | 未能晉級             | 未能晉級             | 未能晉級             | 未能晉級             | 未能晉級             | 未能晉級             | 未能晉級             | 未能晉級             |
| 2006年         | 未能晉級             | 未能晉級             | 未能晉級             | 未能晉級             | 未能晉級             | 未能晉級             | 未能晉級             | 未能晉級             |
| 2010年         | 未能晉級             | 未能晉級             | 未能晉級             | 未能晉級             | 未能晉級             | 未能晉級             | 未能晉級             | 未能晉級             |
| 2014年         | 小組賽               | 20                   | 3                    | 1                    | 0                    | 2                    | 4                    | 4                    |
| 2018年         | 未能晉級             | 未能晉級             | 未能晉級             | 未能晉級             | 未能晉級             | 未能晉級             | 未能晉級             | 未能晉級             |
| 2022年         | 未能晉級             | 未能晉級             | 未能晉級             | 未能晉級             | 未能晉級             | 未能晉級             | 未能晉級             | 未能晉級             |
| 總結           | 小組賽               | 1/7                  | 3                    | 1                    | 0                    | 2                    | 4                    | 4                    |

### 歐洲國家杯紀錄
| 歐國盃參賽紀錄 | 歐國盃參賽紀錄       |
| 年份           | 最終成績             |
| -------------- | -------------------- |
| 1960年         | 隸屬南斯拉夫的一部分 |
| 1964年         | 隸屬南斯拉夫的一部分 |
| 1968年         | 隸屬南斯拉夫的一部分 |
| 1972年         | 隸屬南斯拉夫的一部分 |
| 1976年         | 隸屬南斯拉夫的一部分 |
| 1980年         | 隸屬南斯拉夫的一部分 |
| 1984年         | 隸屬南斯拉夫的一部分 |
| 1988年         | 隸屬南斯拉夫的一部分 |
| 1992年         | 隸屬南斯拉夫的一部分 |
| 1996年         | 尚未成為歐洲足協會員 |
| 2000年         | 未能晉級             |
| 2004年         | 未能晉級             |
| 2008年         | 未能晉級             |
| 2012年         | 未能晉級             |
| 2016年         | 未能晉級             |
| 2020年         | 未能晉級             |
| 2024年         | 待定                 |
| 總結           | 0/6                  |

### 歐足聯國家聯賽成绩
| 年份    | 最终成绩       | 场数 | 胜 | 和* | 负 | 入球 | 失球 | 備考                   |
| ------- | -------------- | ---- | -- | --- | -- | ---- | ---- | ---------------------- |
| 2018–19 | 未能晉身決賽週 | 4    | 3  | 1   | 0  | 5    | 1    | 聯賽B，下季升級至聯賽A |
| 2020–21 | 未能晉身決賽週 | 6    | 0  | 2   | 4  | 3    | 11   | 聯賽A，下季降級至聯賽B |
| 2022–23 | 未能晉身決賽週 | 6    | 3  | 2   | 1  | 8    | 8    | 聯賽B，下季升級至聯賽A |
| 总结    | 0/3            | 16   | 6  | 5   | 5  | 16   | 20   | --                     |

（*）包括淘汰赛阶段要以延长赛或十二码决胜之和局（90分钟）。

## 近賽成績

### 2024年歐洲足球錦標賽外圍賽
| 排名 | 隊伍       | 賽 | 勝 | 和 | 負 | 得 | 失 | 差  | 分 | 獲得資格               |  |     |     |     |     |     |     |
| ---- | ---------- | -- | -- | -- | -- | -- | -- | --- | -- | ---------------------- |  | --- | --- | --- | --- | --- | --- |
| 1    | 葡萄牙     | 10 | 10 | 0  | 0  | 36 | 2  | +34 | 30 | 晉級決賽周賽事         |  | —   | 3–2 | 9–0 | 2–0 | 3–0 | 4–0 |
| 2    | 斯洛伐克   | 10 | 7  | 1  | 2  | 17 | 8  | +9  | 22 | 晉級決賽周賽事         |  | 0–1 | —   | 0–0 | 4–2 | 2–0 | 3–0 |
| 3    | 盧森堡     | 10 | 5  | 2  | 3  | 13 | 19 | −6  | 17 | 通過國家聯賽晉身附加賽 |  | 0–6 | 0–1 | —   | 3–1 | 4–1 | 2–0 |
| 4    | 冰島       | 10 | 3  | 1  | 6  | 17 | 16 | +1  | 10 | 通過國家聯賽晉身附加賽 |  | 0–1 | 1–2 | 1–1 | —   | 1–0 | 4–0 |
| 5    |            | 10 | 3  | 0  | 7  | 9  | 20 | −11 | 9  | 通過國家聯賽晉身附加賽 |  | 0–5 | 1–2 | 0–2 | 3–0 | —   | 2–1 |
| 6    | 列支敦斯登 | 10 | 0  | 0  | 10 | 1  | 28 | −27 | 0  |                        |  | 0–2 | 0–1 | 0–1 | 0–7 | 0–2 | —   |

## 著名球員
- 埃丁·哲科 （Edin Džeko）
- 阿斯米尔·贝戈维奇 （Asmir Begović）
- 沙歷咸美斯 （Hasan Salihamidžić）
- （Miralem Pjani）
- （Sead Kolašinac）
- 謝爾蓋·巴巴斯 （Sergej Barbarez）

## 外部連結
- 國家隊官方網站 （页面存档备份，存于）
- 歐洲足協網站介紹 （页面存档备份，存于）